# 2014年台北捷運隨機殺人事件
2014年臺北捷運隨機殺人事件於5月21日下午發生在臺北捷運板南線的龍山寺站和江子翠站之間的列車上。該列車編號為222號列次，自南港展覽館站開往永寧站。兇嫌鄭捷（男，21歲，當時就讀東海大學環境工程學系二年級）於16時22分至16時26分在編號2118和3118號、117與118編組的車廂內行兇，隨後於江子翠站遭員警和民眾制伏。事件共造成4死24傷，傷者的傷勢多集中在胸部和腹部。本案是自黃富康隨機殺人事件後，臺灣五年內第五起隨機殺人案，亦是台北捷運自1996年通車營運以來，首起未受正向輔導的犯罪事件。
2015年3月6日和10月30日，臺灣新北地方法院一審、臺灣高等法院二審皆宣判判決鄭捷四個死刑並褫奪公權終身。2016年4月22日，中華民國最高法院三審維持原判。三審定讞18天後經中華民國法務部花費7小时审查完畢、由時任部長羅瑩雪簽署批准。2016年5月10日執行槍決，該次為單獨一名死囚。
該案判決結果受到國際特赦組織等人權團體質疑，在2020年黃麟凱被國家殺人後，再度引發廢除死刑之人權後退之爭論，現階段普遍對其案持處理不當之看法。

## 起因

### 跡象
東海大學主任秘書呂炳寬表示4月即已經掌握鄭捷異狀，並在5月對他進行輔導。2014年4月底，鄭捷在自己臉書上寫著「要作（做）大事」，發表兩篇透露異常訊息的文章。鄭捷的一名高中同學通報母校新北市立板橋高級中學向東海大學示警，表示鄭捷在社群網站臉書的留言異常，讓人覺得他有反社會傾向，提醒注意鄭捷舉止。
同年5月9日，東海大學諮商中心教師、會同學校軍訓教官對鄭捷進行約談，試圖了解其情況，並心理輔導，鄭捷在訪談中僅告訴校方，他在臉書上所寫的內容純粹為一時的發洩情緒，並說他有寫恐怖小說的習慣，沒有其他用意。
2014年5月22日，和鄭捷在東海大學同寢室9個月的室友王同學，接受校方約談時說，5月21日下午1時許，王同學與另名室友曾撥打手機給鄭捷，約其吃飯，鄭當時只簡短回應「人在台中市區，沒法一起吃飯」，即結束通話；王同學下午4時許再打鄭的手機，手機就不通了。現在回想，當時正是鄭犯案時間。王同學說，他每天與鄭相處，覺得鄭脾氣很好，因為跟鄭相處的這些日子以來，沒有看過鄭發脾氣。因此鄭昨天做出殺人的行為，感到很訝異，也很震驚。

### 計畫
審判決書中提到鄭捷曾經在無名小站以自傳方式寫下立誓殺人的始末，為何會蓄意殺人，還有多篇文章模擬他在台北街頭、捷運月台上大規模屠殺。鄭捷在網誌《源頭》自述，自己是「男生們的大哥」，國小時每天揍女生揍得很爽，但班上有兩個女的惹不起，發誓長大要殺了她們。長大後的鄭捷認為「既然發了，就要對自己守信」，更補誓若沒殺她們倆，一個是43歲時自己人間蒸發，一個就是搞一場大屠殺，因為要找兩女下落，之後，鄭捷的網誌開始圍繞著殺人，在《台北夜殺》描述自己幻想中的殺人場景，包括「雙足踹人月台落，捷運爆頭軌道成血泊」；而《仇》中則殘忍地寫道「抓到妳，我將不是人類，每天灌妳強酸強鹼」。鄭捷在接連遭國防大學退學、轉到東海大學課業也不如意，又遭檢舉的情況下，興起了「就是想在這時候做」的念頭，犯下震撼社會的北捷慘案。

## 案發經過

### 案件過程
2014年5月21日，鄭捷先在東海大學附近的台糖量販店，購買了一把摺疊瑞士刀，再由台中市朝馬搭乘國光客運北上板橋，到板橋車站後，約李姓國中同學於板橋江翠的麥當勞用餐，兩人聊電玩遊戲《神魔之塔》的攻略方法，離開前鄭捷突然說：「等等要先去培養一下情緒，因為我晚點準備要動手了！」，同學以為鄭捷要回去玩電玩遊戲，不以為意。與同學分別後，鄭捷在江子翠住家附近的松青超市購買1把30公分長的鈦鋼刀供行兇用。離開後又返回拿走遺下的摺疊雨傘。
當日15時34分，鄭捷進入新北市板橋區的捷運江子翠站內，以悠遊卡進入捷運，搭乘列車北上勘查，以手錶計算，決意選在人潮眾多的台北捷運最長站距區間（台北市萬華區的龍山寺站至新北市板橋區的江子翠站間，中有新店溪，兩站之間的行車時間為3分46秒）為犯案最佳時間，他判斷在所有乘客皆被封閉在車廂內，無法脫逃的這段時間夠長，有助於他進行殺人攻擊。且高運量車廂連接處不只寬大，也不像台鐵高鐵有通道門阻擋，要到處逃竄各車廂間相當容易。
在列車到達至國父紀念館站後，鄭捷下車，改到月台另一側搭南下列車回到江子翠站。16時22分列車駛離龍山寺站，鄭捷拿出預藏的兩把刀，對車廂的乘客進行攻擊，從該車倒數第二節車廂開始，先刺殺正在補眠中的3名旅客，其餘旅客多半低頭使用智慧手機，並未警覺。鄭捷此時展開大屠殺，在第五至第二車廂用刀械對所見的每一個旅客或砍或刺，尤其針對腹部與胸部要害，若見被害者未倒地，即回頭補刀，直到其倒地為止。但其中一名女性旅客被砍四刀，高呼：「你已經砍了四刀，請你不要殺我好嗎？」，鄭捷因此而停手，鄭捷攻擊行為極為猛烈，血濺車廂，旅客見狀驚呼奔逃，車廂內哀鴻遍野，一直到該列車第二節車廂後，鄭捷因遇到眾多旅客集合以雨傘抵抗才停止。
當日16時26分許，列車到達江子翠站後，車廂的所有車門開啟，鄭捷方才尾隨四處奔逃的其他旅客一起下車，並手持犯案所用之刀械，從容伺機攻擊月台上的其他旅客，但都遭到抵抗而沒有得手，往該站二樓出口脫逃，卻被一位62歲長者陳風攔住，陳奮勇將鄭摔倒，數位見義勇為的旅客伺機將鄭嫌圍住，眾人以雨傘戳擊、背包及垃圾桶、報紙回收架丟擲，加上拳腳，強力壓制，鄭捷被制伏。16時30分，新北市政府警察局海山分局江翠派出所員警將鄭捷以現行犯拘捕。新北市政府消防局救護員將傷者分送新北聯合醫院板橋分院、板橋亞東醫院、新莊的部立臺北醫院等醫院急救，共計4死24傷。鄭捷遭新北市政府警察局逮捕後，原被押往江翠派出所進行偵訊，22日凌晨改送到海山分局。
據新北市政府消防局最後統計，共28人死傷（4人死亡，24人受傷，包括自行就醫3人），分別為：死亡4人、重傷8人、中傷7人以及輕傷9人。罹難者遇害分別為28歲男性(左胸穿刺傷)、26歲男性(右頸一刀傷及大動脈)、62歲女性(胸部有氣血胸)、52歲女性(左肩胸口刺傷)。4名已經確認死亡的民眾，分別送往新莊區衛生部立臺北醫院、臺北市立聯合醫院和平院區、板橋亞東醫院（到院後不治）和新北市立聯合醫院板橋院區。

### 警方偵訊
警方初步偵訊時，鄭捷自稱從小立志「做大事」。情緒冷靜、表情冷漠，坦言犯案時攜帶兩把水果刀跟一把瑞士刀，沒有相關的精神病就醫記錄，並表示小學時就有這種殺人的想法。
被捕時，鄭捷問警方「會不會被判死刑？」，他向警方說：「我從小學時就想自殺，不過沒有勇氣，只好透過殺人被判死刑，才能結束我這痛苦的一生。」
鄭捷供稱：「因為父母對我的期望太高，覺得求學太累、活得很辛苦。從小學五年級就開始計畫這起殺人案，對於砍人殺人的犯行一點也不後悔，還很舒坦，因為已經圓夢了，如果再來一次會殺更多人。」他自白：「我從小就立下個志願，要轟轟烈烈殺一群人，然後被判死刑也沒關係，這個志願我國中跟高中都有跟朋友透露過，我也不管他們相不相信，其中有一個同學知道我的立志時，有關心我勸我不要這樣做，為了達成這個夢想，所以我才選擇要念軍校鍛鍊身體，為什麼不念體育學校，是因為念軍校能有零用金又不花爸媽的錢，還能夠拿錢報答父母的養育之恩，讓爸媽高興，為了完成這個理想；我從小到大都沒交過女朋友，因為我自認是個沒有未來的人。」而鄭捷胞弟第一時間也趕到江翠派出所了解鄭捷所犯案情，激動痛哭。警方問鄭捷的弟弟，他表示很崇拜有才華、有理想的哥哥，但不敢相信自己哥哥的犯行。

### 死傷名單
以下資料來源：新北市政府消防局。
| 性別 | 年齡 | 傷勢                              |
| ---- | ---- | --------------------------------- |
| 女   | 52   | 外科到院前心肺功能停止（OHCA）    |
| 男   | 28   | 外科到院前心肺功能停止（OHCA）    |
| 男   | 26   | 外科到院前心肺功能停止（OHCA）    |
| 女   | 62   | 右腹、右胸穿刺傷（死亡）          |
| 女   | 21   | 右大腿內側切割傷                  |
| 女   | 38   | 右手前臂2公分切割傷               |
| 女   | 41   | 頸部4公分切割傷、2手各5公分切割傷 |
| 女   | 64   | 右前臂 胸口切割傷                 |
| 男   | 17   | 右手吋 前胸切割傷                 |
| 男   | 52   | 右手腕切割傷、肌腱斷裂            |
| 女   | 40   | 右手掌切割傷                      |
| 女   | 33   | 腹部穿刺傷2公分                   |
| 女   | 64   | 右前臂切割傷6公分                 |
| 男   | 44   | 腹部穿刺傷5公分                   |
| 男   | 35   | 右胸切割傷                        |
| 男   | 52   | 腹部 左手臂切割傷 意識不清        |
| 女   | 22   | 左胸部切割傷 左上臂切割傷         |
| 男   | 37   | 右肩切割傷                        |
| 女   | 37   | 左手指切割傷                      |
| 女   | 37   | 肝破裂                            |
| 男   | 26   | 左胸穿刺傷                        |
| 女   | 42   | 手指刀傷                          |
| 女   | 34   | 頸部切割傷                        |
| 女   | 61   | 肝破裂                            |
| 女   | 20   | 左肩左手切割傷                    |
| 女   | 20   | 左前臂切割傷3公分                 |
| 女   | 19   | 右手臂撕裂傷4公分                 |
| 男   | 62   | 手部擦傷                          |

## 事後處理

### 收押
5月22日凌晨約1時，江翠派出所將鄭捷移交海山分局訊問，出發時，守在所外的民眾企圖毆打鄭捷，但遭警察隔開。凌晨2時許，海山分局偵查隊將鄭捷移往臺灣新北地方法院檢察署，新北地檢署聲請將鄭捷羈押，經新北地方法院裁准，羈押於臺北看守所，編號1892。
鄭捷收押看守所未「禁見」，有不明身分民眾申請會面成功，羈押第二天，鄭捷主動向所方提出報告「只願見家人」，除父母和弟弟其餘人等一概不見，而其父母逾一週仍未曾探視或寄物。
5月23日下午，由中國國民黨新北市議會議員林國春代表鄭捷父母，宣讀道歉聲明。5月27日鄭捷的父母現身事變發生的江子翠站，在新北市政府警察局海山分局分局長江振茂協助開道下，前往3號出口獻花，並發表約300多字道歉聲明，期間三度下跪，向受難者及家屬道歉。鄭父邊哭邊唸，表達對鄭捷可能遭槍決的感想：「鄭捷雖然是我們的孩子，但犯下這個滔天大罪，讓受害者承受無比的痛苦，我們也嘗到家破人亡的苦果。法官應該會判他死刑，希望法官可以速審速決。教養他21年來一定有我們所不知道的疏失，我們難辭其咎。希望鄭捷能夠下輩子好好做人。」

### 起訴
於7月21日偵結起訴，檢方以犯下4次殺人罪、22次殺人未遂罪，符合「大規模殺人」定義，請求新北地方法院處以死刑，移審法院後，裁定鄭捷繼續羈押。

### 審判
2014年8月13日，一審審理台北捷運殺人案開庭。
2015年3月6日，新北地院一審宣判，判決鄭捷四個死刑，並就傷勢輕重依殺人未遂罪分別判處有期徒刑5年2個月到8年不等刑。同年10月30日，臺灣高等法院二審宣判，判決鄭捷四個死刑，褫奪公權終身。
2016年4月7日，最高法院創司法首例，首度提訊在押被告到庭親自陳述。鄭捷到庭後，除向被害人家屬道歉，也說自己只想趕快槍決外，還評論矯正署可以改名成懲罰署，監所裡工作都是低智商的勞力工作，監所不斷製造仇恨對立，讓受刑人未受教化便出獄，出獄後遭歧視、失業，走投無路只好繼續犯案；然後一錯再錯，變成人形廢棄物，監所也是這條仇恨連鎖鎖鏈的加工廠，才會發生高雄監獄挾持事件，諷刺台灣監所教化與矯正的功能失靈。
2016年4月22日，最高法院三審宣判，以以下5個理由判決鄭捷四個死刑，褫奪公權終身定讞。死刑定讞後，2016年5月10日在台北看守所收監等待執行槍決。
一、鄭捷為現場被捕的現行犯、罪證明確。
二、鄭捷行兇時沒有《刑法》第19條心智缺陷或精神障礙得以減免刑責的情況。
三、鄭捷犯案情節嚴重，非判死刑不足以彰顯正義。
四、我國仍是有死刑的國家，鄭捷所犯符合《兩公約》所定最嚴重犯罪，情節也達最嚴重程度，判死並無不當。
五、是否廢除死刑為言論自由，兩公約雖以廢死為目的，但法院仍應依法審判，不能迴避。

### 執行和火化
2016年5月10日，即死刑定讞後18天，法務部長羅瑩雪批准死刑執行令。當日20時47分至20時51分，鄭捷在台北看守所刑場遭開3槍槍決，21時11分相驗後確認死亡。遺體被送至中壢殯儀館，本次為對他單獨執行。2016年5月13日15時許進行遺體火化，約16時20分完成。

### 民事賠償
（以下金額均指新台幣）
本案由單一行為人鄭捷所犯下，行為時已經年滿20歲，依民法他的父母親不必負擔連帶賠償責任，而現行民法已經改採用全面「限定繼承」，繼承人只須就他的遺產負擔賠償責任，而不足額的部分債權人（即被害者及家屬）就無法獲得償付，鄭捷名下並無財產。新北地檢署發放給4名死者家屬共855萬補償金，行為人鄭捷必須償還，以支付命令索討，鄭捷未異議；潘姓死者家屬3人及傷者7人求償．鄭捷判賠3091萬元確定，但潘家須扣除已經領被害人補償金110萬。台灣高等法院於2016年1月7日判他應賠償三名死者的家屬與傷者共八人，共6,139萬元，即全部請求金額，而鄭捷對被害人請求的金額一概沒意見。總共鄭捷要支付的賠償金額加總已經逾億元，達1億零46萬元
。

## 各方看法

### 捷運
5月21日18時，時任新北市副市長侯友宜偕警方公開發表談話：兇手鄭捷，目前就讀臺中東海大學環境工程系二年級，為一轉學生，他供稱「上周本來想說計畫畢業再殺人，但是現在就殺人了」。時任新北市政府警察局局長陳國恩表示鄭捷並非媒體所謂的「爛醉青年」，酒測值僅0.04，幾乎沒喝酒，他喝的是含氣泡的軟性飲料（俗稱氣泡水）。時任台北捷運公司總經理譚國光表示，在16點26分由列車駕駛員向行車控制中心回報有旅客持刀械殺傷旅客，便立即通知警察和醫護人員到場協助；系統列車運轉部分，亞東醫院站到龍山寺站採用單線雙向通車，並在17點2分列車恢復正常通行。並表示事後每位罹難者的家庭將獲得理賠金新台幣400萬元，傷者所有醫療費用將由台北捷運公司全權負責。時任新北市市長朱立倫到醫院探視並慰問本案傷患，並表示將派所有警力，確保包括捷運在內的所有大眾運輸系統以及相關公共設施的安全。對於社會大眾對於鄭捷的父母大加撻伐，他表示要告訴自己的孩子：「我會牽著你的手，但是路要自己走。即便長大了以後，有一天還是得忍下心放手，或是不得不放手」。儘管無法認同鄭捷阻斷4個無辜受害者回家的路，但他仍籲請大家者放過他的家人，畢竟「誰能說得準甚麼是該放手的時候？誰清楚鄭捷的父母已經放手？誰又能確定放手的不是鄭捷？看起來是鄭捷選擇了自己要走的路。」5月24日，時任臺北市市長郝龍斌隨民眾前往江子翠站獻花致哀，並從該站搭捷運回臺北車站，呼籲市民不要因為單一事件對捷運失去信心。

### 學者
學者張淑中認為，此次台北捷運隨機殺人事件源於近年教育當局過份著重個人化課程，導致社會失範、權威退場。部份隱蔽青年或弱勢社群可能會採取激烈手段，如模仿暴力遊戲中的虛擬情節進行無差別殺人，以吸引他人注意。

### 兇嫌的獄友
鄭捷的獄友在他被槍決後說，看不出鄭捷有後悔或痛苦。也因為感受到鄭捷的冷血，獄友嚇得晚上不敢睡覺，因此便要求換舍房。

## 後續影響

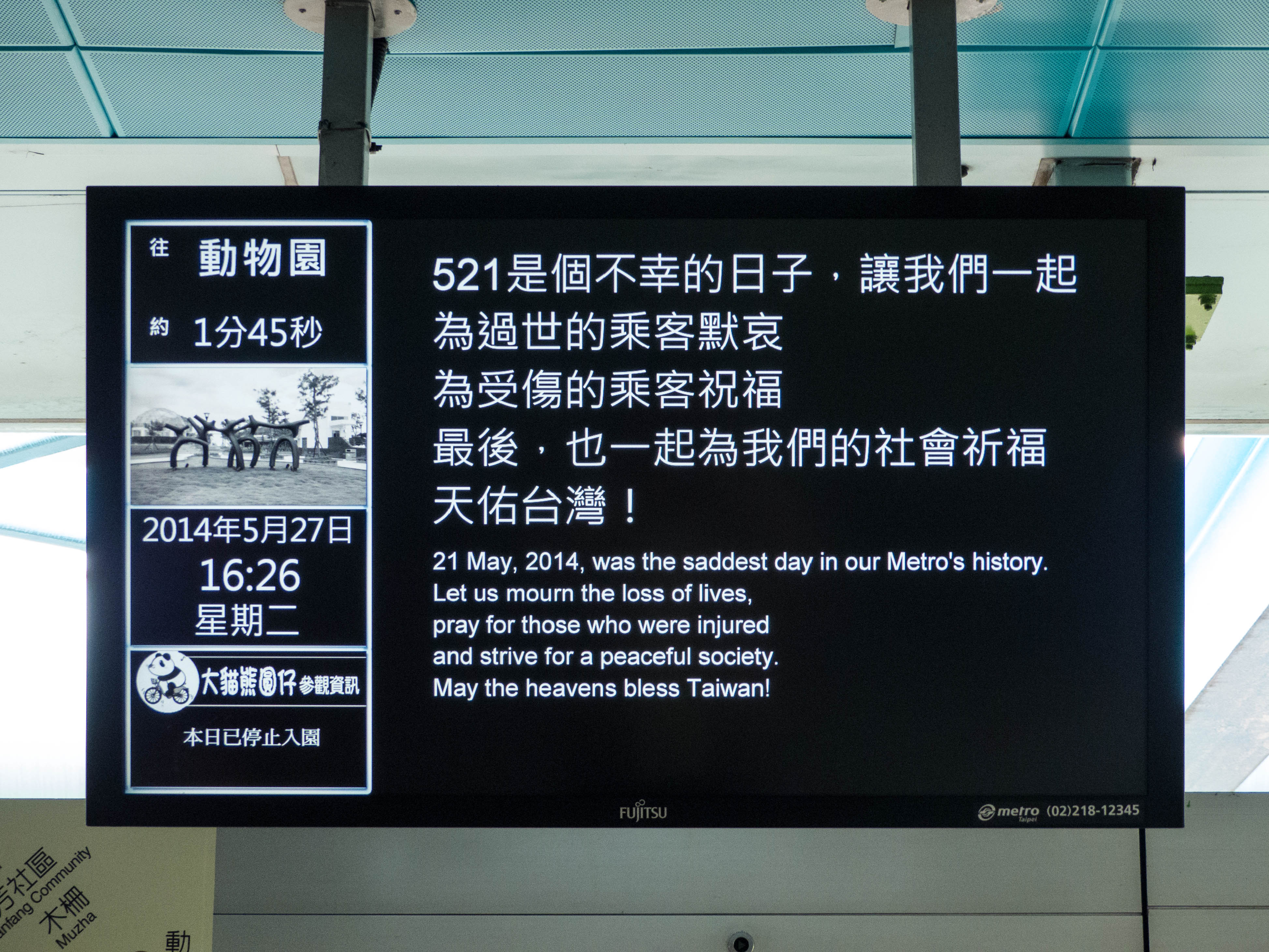
2014年5月27日下午4時26分至31分間，臺北捷運公司於臺北捷運全線車站月臺液晶電視，同時播放無聲字卡，悼念死者，祝福傷者。

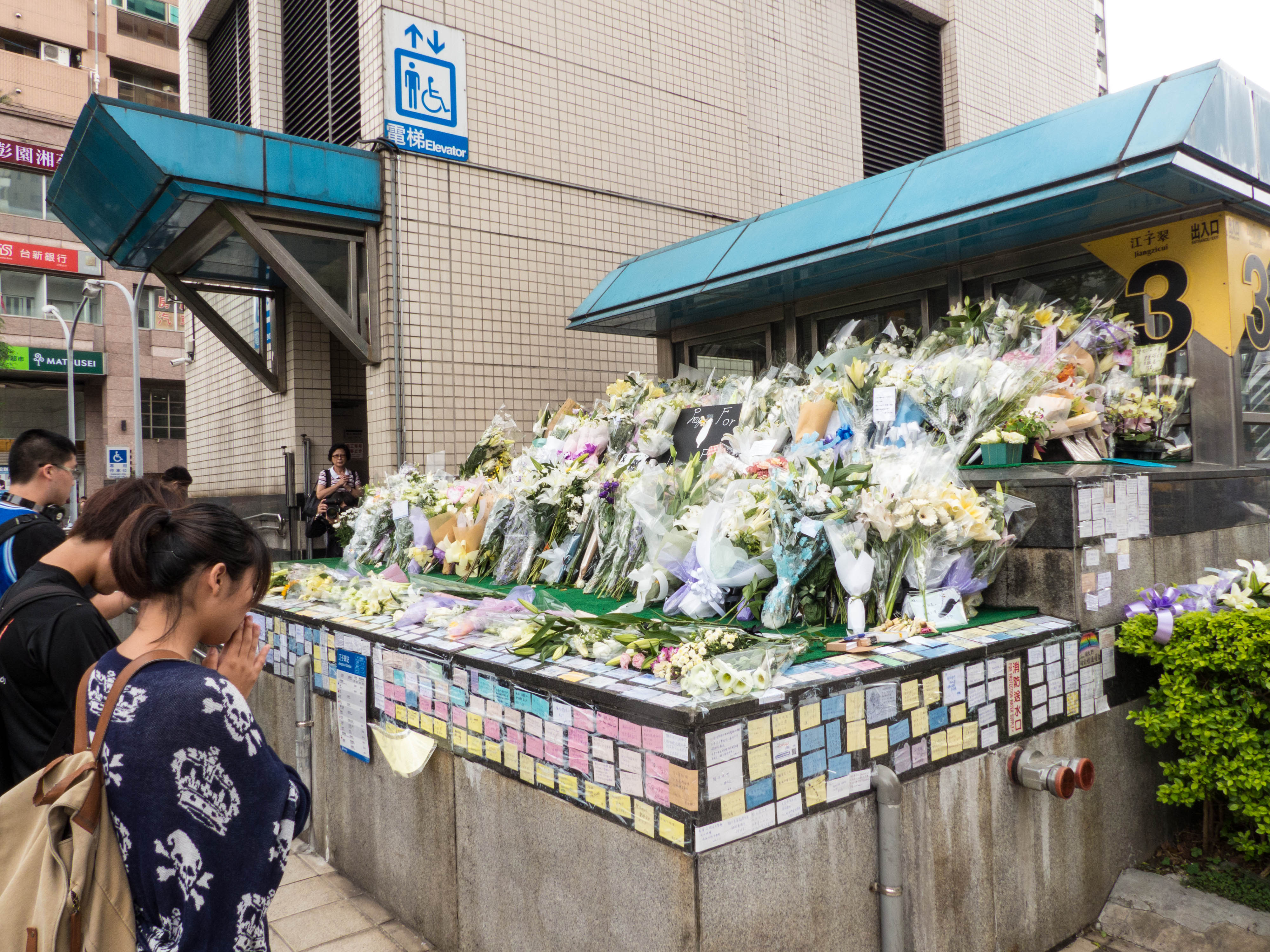
民眾在江子翠站3號出口外獻花悼念事件中的罹難者

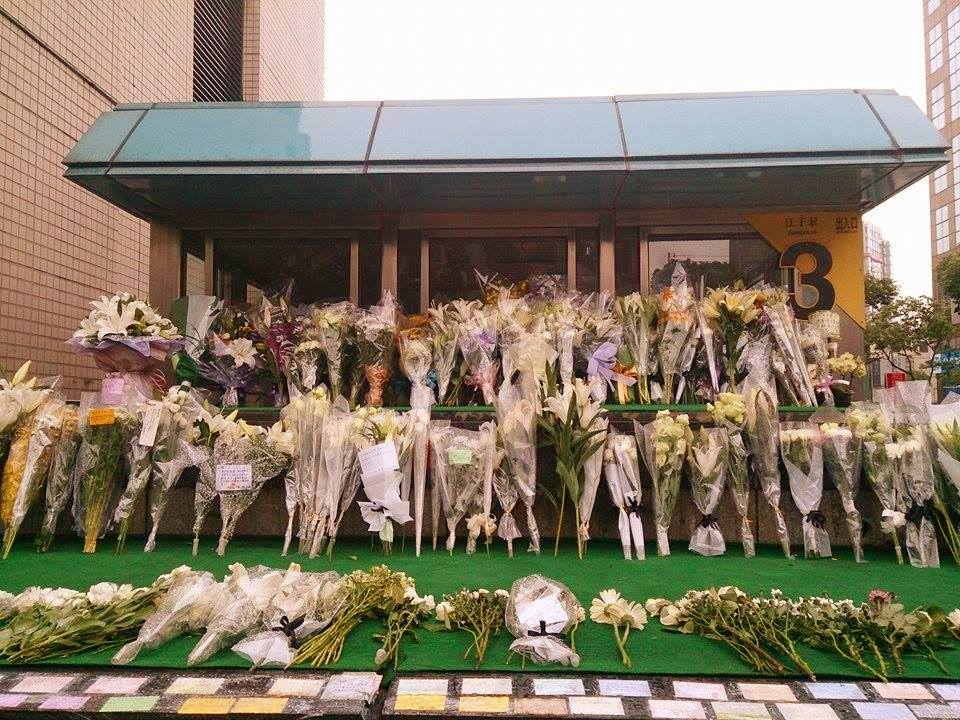
江子翠站3號出口外的鮮花

### 粉絲
案發不久，有崇拜者隨即在臉書上創立鄭捷粉絲團，該粉絲頁介紹自稱：「鄭捷先生、東海大學環工系高材生、容貌俊秀、體格健壯，為社會做出了重大貢獻，我敬愛您，我崇拜您，我支持您。」並寫明：「傳記：手起刀落、清除社會污染物，是世人的偶像、救世主、整頓人間的天使。」短短的幾小時內有超過2000人響應按讚。在大眾紛紛檢舉下，粉絲團一度關閉，但晚間21時30分又開啟，強調「若你不認同本粉絲團的理念，請立即離開，若你非處女，也請立即離開，請勿留言謾罵，謝謝。」。
2014年5月22日晚間，被網友人肉搜索出轉貼者為彭姓人士，彭於翌日下午13時30分到案澄清，彭表示只是轉貼粉絲團網頁文章，並非版主，並向社會大眾道歉。警方重新追查後，發現上網的網路IP位址在香港，認為是用跳板程式躲避追緝，懷疑版主有資訊專業背景。警方分析跳板程式漏洞，追蹤到真正發出地址位於臺灣新北市泰山區，再依版主先前的留言，曾大讚蘋果手機，消遣網友都用Android手機，鎖定一名使用iPhone 5s的嫌犯，6月22日，版主落網，其身分為大同大學資工系學生閻承典，閻表示犯案「只是想引起父母關注」

### 政治人物
2014年5月21日，國民黨立法委員蔡正元批這些大學生是暴徒，被網友戲稱為牽拖學運的作文。
2014年5月23日，國民黨立委江惠貞稱「滑手機把命都給滑掉」。引發媒體對江惠貞的指責；江惠貞澄清說她是「善意的提醒 ，就像媽媽關心小孩一樣」，做為一個公眾人物，希望能夠因為自己的提醒來減少更多的傷害，她隨時接受檢驗也接受批評。
2014年5月23日，國民黨發言人陳以信說，服貿與捷運殺人事件並無關係，抨擊「島國前進」成員林飛帆將捷運殺人事件與服貿協議連結，是最惡劣政治操作，意圖政治消費。
名嘴邱毅、董智森稱這是縱容太陽花學運的後遺症，媒體稱其说法過於牽強扭曲，而引起輿論非議。
多年後部長林佳龍表揚旅客等幾位英雄制服了模仿犯時，正義哥鄭姓旅客提到想起北捷慘案曾傷害了多個家庭，因此以背包對付仿鄭捷的歹徒，挺身而出勇敢的決定明確分清了正義英雄與鄭捷狗熊的兩者差異。

### 社會人物
2014年5月24日，作家九把刀批評邱毅，由於邱毅稱「這是縱容太陽花學運的後遺症」，九把刀認為邱毅說法是標籤化特定族群與社會運動，將犯人的行凶動機連結到不同政治意見者，稱邱毅為「政治垃圾」、「王八蛋」，而被邱毅提告。
2014年5月23日，太陽花學運、「島國前進」成員林飛帆在臉書表示「僅是因為想對鄭捷復仇的話，我無法輕易支持死刑」，因為那並無法改變這個社會什麼。
2014年5月25日，太陽花學運成員陳為廷在臉書表示，廿餘年前在他出生3個月前父親與人口角，遭刺身亡，自己雖也是被害者家屬的立場，但他強調，他仍主張廢除死刑，並向廢死聯盟和眾多致力於廢死運動的朋友，致上最高的敬意。但被反駁，指其父親與自身從未謀面，並無深刻感情，且其為因糾紛起口角而被刺死的，與捷運上守規矩且與兇手完全無冤無仇，卻不幸遇害的民眾與家屬的悲痛，並不能相提並論。
莊敬高職餐飲科進修部學生林冠華（後參加反黑箱課綱運動，並以自殺明志），在江子翠站自行發起擁抱活動，當時目擊者之一為藝人歐陽靖。

### 媒體
《中國時報》刊载銀正雄投書《學運漣漪效應：鄭捷屠殺》。文中認為，鄭捷案是太陽花學運的“漣漪”，鄭捷作案的時機“與「綠營學生違法占領國會」事件遙相呼應”。並認為“從社會心理學角度觀察，可以說：鄭捷的提前發動北捷屠殺案，不僅受到林飛帆、陳為廷等學運份子「刺激」，同時也反映他個人不滿那批大學生的最終退卻，因為「要幹就幹大的」向來是犯罪者的共同心理。”
《聯合報》将鄭捷與2011年挪威屠殺事件凶手布列維克和波士頓馬拉松爆炸案兇手查納耶夫兄弟相比較，認為其中的共同點是个人策劃，以“隨機殺人的方式來宣示自己以為的『正義』或英雄行為”。《聯合報》社論指出，反社會人格的一大特徵是「無罪惡感」，不會有良心上的譴責，與鄭捷犯案後的無悔意表現相切合。同時，太陽花學運時期台灣社會上沸沸揚揚「造反有理」的氣氛，乃至警察面對群眾束手無策的情景，觸發了鄭捷犯案的念頭。鄭捷事件“暴露了年輕世代反社會、缺乏良知的危險心靈。”
中天新聞為此播放防身術教戰守則；其中，記者在台北捷運空車內示範噴灑防狼噴霧，讓該班車被迫駛回機廠清理，而被網友批判。
《台灣蘋果日報》在自家網站刊登過度描繪血腥的鄭捷案新聞圖片，於2014年9月9日遭臺北市政府依《兒童及少年福利與權益保障法》裁罰新臺幣23萬元。臺北市政府認為，上列過度描繪血腥的圖片有害兒童及少年身心健康，而且網站沒有採取明確分隔警示頁面、會員登入制度或限制級專區等可行的防護措施。《台灣蘋果日報》提起訴願，被駁回；又提起行政訴訟抗罰，被臺北高等行政法院判決敗訴後提起上訴。2016年2月25日，最高行政法院判決，臺北市政府之裁罰並無不當，《台灣蘋果日報》之上訴為無理由，故判決《台灣蘋果日報》敗訴定讞。
香港無綫電視劇集《白色強人II》第21集部分劇情以事件為創作靈感來源，有關劇份講述由譚永浩飾演的精神病人李曉在遮打道至愛丁堡廣場碼頭行人隧道內因精神病復發，結果肆意揮刀於隧道內追斬多人，傷者包括由張曦雯飾演的醫生呂靄寧，最後李曉追出隧道時被見義勇為的行人制伏而被捕。

### 交通
因此事件影響，同期大臺北計程車載客率暴增2成，而台北捷運載客量減少，營運損失約新台幣2000萬元。雖然提出賠償要求，但遭駁回。臺灣第二大捷運系統高雄捷運隨後也展開維安行動，高雄捷運公司公共事務處處長賀新称会派出保全员上车维护安全並派出警方在高雄捷運較重要的車站及列車巡邏，盤查過往旅客。总统府发言人马玮国表示：「政府一向严厉谴责暴力，虽然此次只是個別事件，但绝不能让民众因为此事而动摇对公共运输安全的信心，政府会增派警力、增加巡逻、加强防护，全力保障乘客与民众的安全」。

### 治安管制

#### 巡邏
為了阻止破窗效應，中華民國警察於臺灣鐵路管理局、臺灣高速鐵路等大眾運輸提高警戒，高雄市政府警察局派出「黑衣特勤隊」，巡邏高雄捷運各車站。事變發生地點臺北都會區警備最為嚴謹，內政部警政署派遣80名保安警察進駐臺北捷運，支援巡邏勤務。臺北市政府警察局與新北市政府警察局每天派遣共近1000名警員，於臺北捷運各車站內外攜槍站哨，並在每班列車內配有至少一名制服警察（便衣警察不計）巡邏，甚至台北市政府警察局還指派霹靂小組特種警察持德國製MP5衝鋒槍在車廂內巡邏。
另外有台湾大学法律系教授李茂生在脸书上发表言论質疑警察携带过多武器，称「這個政府真的是瘋了，上層的人就沒有一個人是有腦的嗎？」他认为特勤使用冲锋枪开枪会伤及无辜，更不必说特勤可能会使用冲锋槍杀人。网络上也有舆论认为，女警武裝進入車廂，如果遭到歹徒襲擊或槍枝落入歹徒之手，後果不堪設想。媒體報導此事後，台北市警察局內部檢討，的確沒必要帶衝鋒槍，因此特勤員警已經全面改持手槍及警棍巡視臺北捷運車廂，避免再招批評。

#### 言論
警方為憂心模仿犯罪效應，注意網路上的模仿或者不當言論。

### 悼念與宗教活動
得知此事件以後，網路上網友們紛紛製作影片、於臉書發起活動，以紀念罹難者。
5月22日清晨開始，許多民眾於江子翠站三號出口擺放花束與卡片悼念罹難者，許多人在雨中合掌默禱、為罹難者祈求冥福，氣氛哀傷，多人流淚。晚間19時，更有不少民眾點上蠟燭，向罹難者致意，由於太多人獻花，已經無處擺放花束與卡片。
一群業餘模特兒發起「有愛出沒」活動，特別印製百件T恤在江子翠站發放，並請路人或通勤族在「打氣板」上簽名，希望能夠給受害民眾加油打氣。還有道士自發性地由淡水區騎電動腳踏車到江子翠站，換上道袍席地而坐，替四名罹難者誦經作功德。
5月27日，是罹難者的頭七，臺北捷運公司發起默哀運動，臺北捷運全線月台489台電視，以黑底白字畫面，播放無聲字卡：「521是個不幸的日子，讓我們一起為過世的乘客默哀，為受傷的乘客祝福」。
捷運公司並舉行了各種宗教儀式，先請21位基督教牧師聯合祈禱，而後請出指南宮舉辦佛道法會，有36位道教、佛教法師聯合舉辦超度與祈福典禮，還請出了本宮純陽祖師（呂洞賓真人）神像親臨鑑醮，以超度罹難者的靈魂。而後又請了台北地藏禪寺地皎法師舉辦灑淨儀式及法會誦經為亡者超渡，地藏禪寺出家法師及居士共108人，與台北捷運公司副總經理及員工等，一起持誦《八十八佛洪名寶懺》為亡者超渡，禪寺請出專門度化死者的地藏菩薩，也準備水果與端午節應景的素粽等祭品，希望亡者能早日「離苦得樂、得生善處。」也保佑以後的捷運旅客可以平安。

### 案發列車
案發列車更新座椅以及列車通訊設備，立即全面消毒，並且將車號從117／118更改成175／176，經過佛教、道教、基督教的祈福儀式之後，於2015年7月重新上路。

### 案發十周年的類似事件
2024年5月21日，此案件十周年之日上午，台中捷運發生持刀隨機傷人事件，共造成四位乘客受傷。兇嫌隨即在車廂被見義勇為的路人壓制，並遭警方逮捕，兇嫌刻意挑在當天模仿犯罪。
2024年11月8日晚間，北捷板南線新埔站發生傷人案，42歲王姓女子持美工刀行凶，造成2傷。